# Église Saint-Sauveur de Mazamet

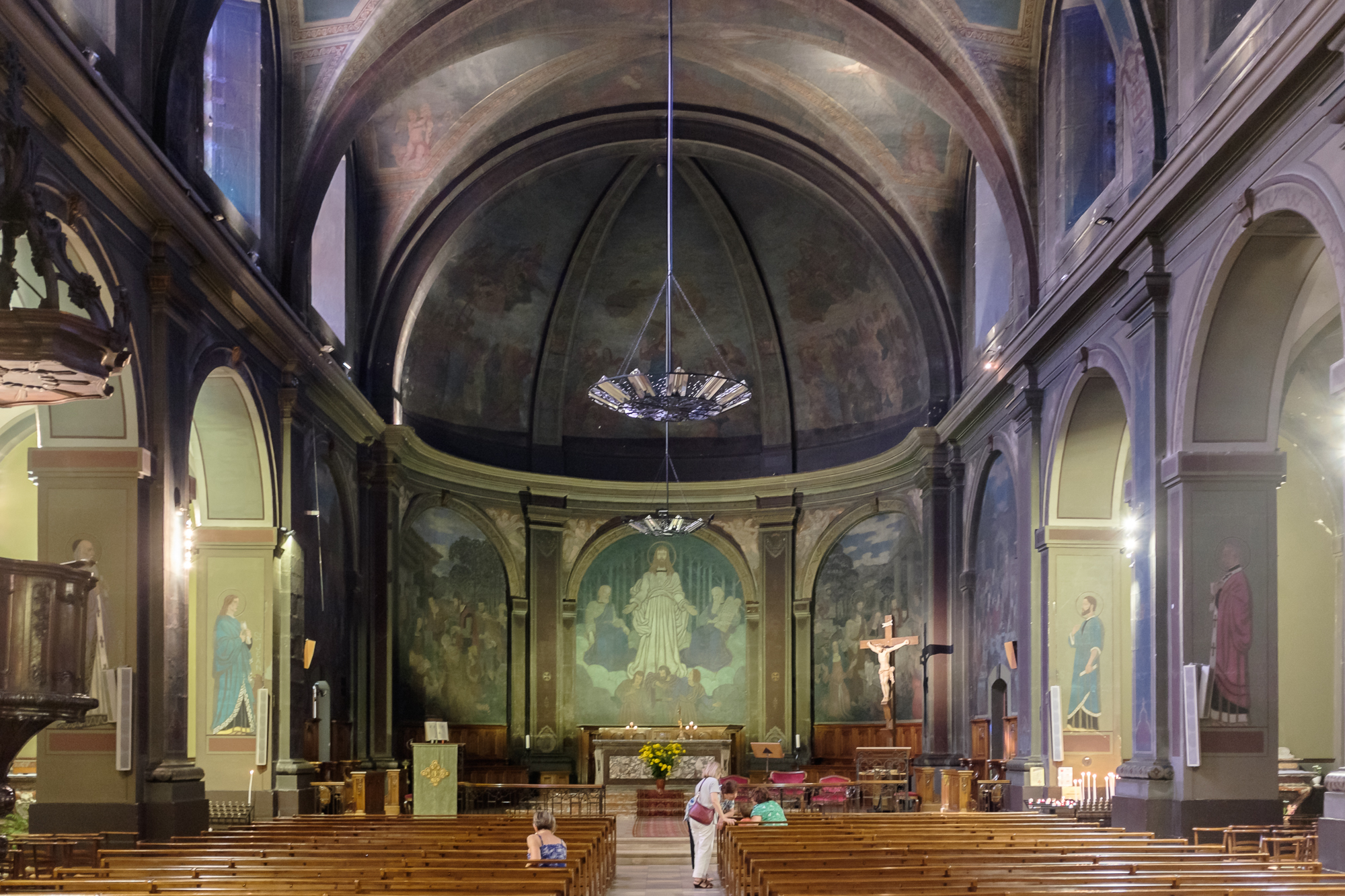
La nef

Pour les articles homonymes, voir Église Saint-Sauveur.
L'église Saint-Sauveur est une église catholique située à Mazamet, en France.

## Localisation
L'église est située dans le département français du Tarn, sur la commune de Mazamet.

## Historique
À la suite de l'arrivée importante d'une population catholique rurale liée au développement de l'activité textile, la construction d'une nouvelle église est décidée en 1740  sur la place du Plo où avait déjà existé un temple protestant avec un début des travaux deux ans plus tard. Si les travaux s'achèvent en 1767, des malfaçons obligent à édifier huit contreforts pour soutenir les murs latéraux en 1755.
En 1863, le curé Caraguel, futur évêque de Perpignan, décide d'une campagne de travaux au cours de laquelle le peintre Jacques Pauthe réalise « la décoration complète de l'église », et confie à Amédée Bergès, maître-verrier toulousain, la réalisation de vitraux.
En 1954, une nouvelle restauration est initiée par le chanoine Carivenc, conseillé par l'architecte Pierre Millet, avec l'aide du peintre André Regagnon. Ce dernier reprend le décor des voûtes qu'il complète par des peintures murales dans les bas-côtés ainsi que par des toiles marouflées dans le chœur.
En 2019, un diagnostic établit que des travaux sont nécessaires. L'édifice est inscrit au titre des monuments historiques en 2022,.

## Description
L'église s’apparente au style baroque italien du XVIIe siècle avec sa façade sobre et son clocher octogonal à deux étages hébergeant quatre cloches.